# 黑色魔術
黑色魔術（Black magic），又稱為腦殘遊戲、白痴遊戲或定義遊戲，是一種隱藏規則的聚會遊戲，於1990年代至今流行於香港青少年之間，也流傳於中國大陸、台灣、美國等地。這類遊戲的名稱和規則很多元，為了讓遊戲可以續繼續下去，出題者可能會先和答題者的其中少數幾位串通好。其中有些特定的玩法的遊戲有自己的名稱，例如開關遊戲、數馬遊戲等等。遊戲由一名出題者及多位猜謎者進行。在遊戲過程中，出題者需要舉出一些例子，由猜謎者推理出箇中原理，但猜謎者不得直接講出原理，而是需要舉出另一些例子以證明自己明白。
Black magic可以自行創作題目，也有很多廣為流傳的題目。不同題目有不同的複雜程度，由兩個答案（例如「超級市場Black magic」的「有得賣」或「無得賣」）到很多個答案（例如「電碼Black magic」的A至Z 26個英文字母）不等。越多答案的題目，能夠成功瞎猜的機會也越低。Black magic的題目通常都會分散猜謎者的注意力，猜謎者必須細心觀察其他細節，才可找到箇中原理。
這類遊戲曾出現在警方查緝說謊者，或者各種保護家園與預防敵人和隔絕噪音上嚮往的生活和娛樂大家等綜藝節目上。

## 名稱由來
一種說法是，black magic的謎底並不能夠直接揭曉，否則便會遭遇不祥，這也是遊戲得名為black magic（黑巫術）的原因。
在西方國家，有另一個同樣被稱為黑色魔術（Black magic）的隱藏規則聚會遊戲，讓一個宣稱有魔法的人可以猜到其他人背著他挑選的物件。具體玩法是一位與表演者串通好的提問者會一一指向四周的物品，問指到的東西是不是大家挑的東西，表演者會正確地否認，直到提問者指向一件黑色的物品，則下一件指到的物品就會是大家先挑好的東西。

## 玩法
出題者問一個看似沒有足夠資訊可以回答的問題，例如：「（右手拍左臂兩處）這是多少？」，答題者（一位以上）可能回答某個數字 ，但只有一個數字是正確的。出題和答題者重複問答 ，每次出題看似相同，但答案可能不同，或雖然題目不同但也看不出與答案間的直接關係，而實際上答案依據某個未公開的規律決定。答題者一開始在不知道規律的情況下回答，必須試圖找出規律。這個規律可能是關於出題者問問題的語調、時間、手勢、或是答題者的性別、穿著、上一輪的答案、答案的字數等等。例如出題者在拍手臂之的前、中、後開始問問題，可能分別表示答案是1、2、3。
有時候答案很難隨機猜中，為了讓遊戲可以續繼續下去，出題者可能會先和答題者的其中少數幾位串通好。

## 各地變形
許多地區都流傳者類似的遊戲，要玩家猜出規則。例如「巴比的世界（Bobby's World）」和「綠玻璃門（Green Glass Door）」要判斷哪些東西符合該世界的規則，答案是根據該英語詞彙的拼法決定。「誰的三角形（Whose Triangle Is It）」的出題者在指向三個人或物件，玩家要猜這三人連出的三角形是誰的，而答案可能是根據這三人的穿著顏色、周遭的物件或三人被指出來的順序。

### 香港
| 名字     | 描述                                                                             | 示範 |
| -------- | -------------------------------------------------------------------------------- | --- |
| 上山下山 | 出題者會不斷說「上山下山…」，然後問猜謎者是上山還是下山。                        | A:上山下山上山下山，上山還是下山？ B:下山。 A:好，再來一次。上山下山上山下山，上還是下？ B:上山。                   |
| 抓蝴蝶   | 出題者首先會用手指畫出一個框，然候在框裡抓蝴蝶，然後問猜謎者自己抓了幾多隻蝴蝶。 | 出題者：抓蝴蝶......我抓了幾多隻？ 答題者：3隻。                                                                    |
| D是甚麼  | 出題者會列出A、B和C，然後問猜謎者D是甚麼。                                       | 出題者：A是beginner，B是免費，C是補習，D是甚麼？ 答題者：D是老師。 规律：不管ABC问关于什么，答案只要有D是....就算对 |
| 自然數   | 出題者會用手勢做出一些數字，然後問猜謎者下一個是甚麼。                           | 出題者：開始（三隻手指），三（五隻手指），五（一隻手指），這個是甚麼（兩隻手指）？ 答題者：一。                     |
| 砰砰砰   | 出題者會用手作槍射人，然後問猜謎者誰死。                                         | 出題者：砰（指向A）砰（指向D）砰（指向C）砰（指向F），誰死？ 答題者：D。                                            |
| 超級市場 | 出題者會問猜謎者超級市場裏有沒有某樣物件。                                       | 出題者：超級市場有沒有蛇？ 答題者：有。                                                                             |
| 有沒有   | 出題者會問猜謎者某詞語有沒有一個性質。                                           | 出題者：媽媽有，爸爸沒有，姐姐有，哥哥沒有，兒子有沒有？ 答題者：沒有。                                             |
| 可以去嗎 | 出題者會問猜謎者可否去某個地點。                                                 | 出題者：我可以去超級市場，不可以去街市，可以去西式餐廳，不可以去中式餐廳，那我可以去麪包店嗎？ 答題者：不可以。     |